# میراگر

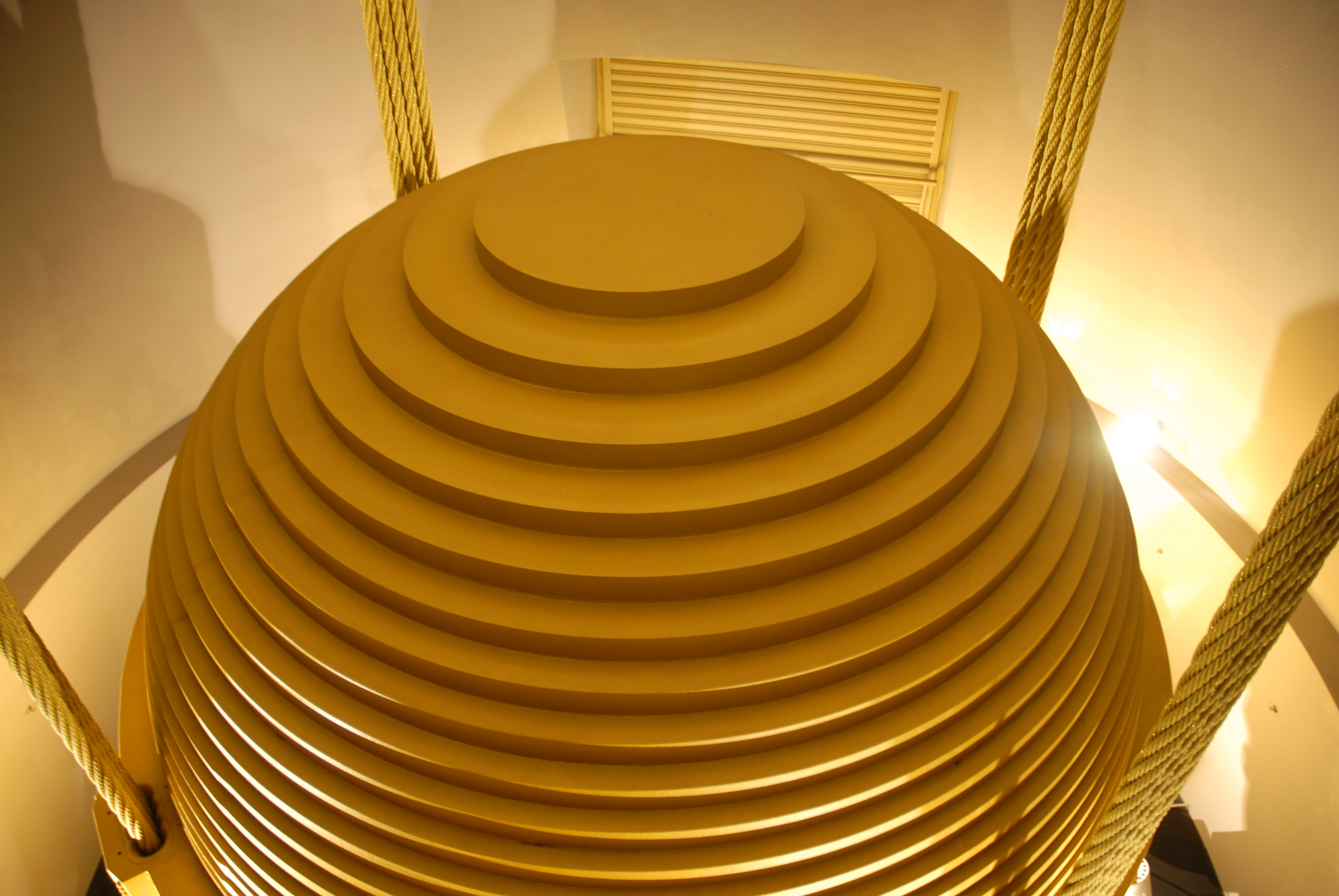
نمایی از میراگر جرمی تنظیم‌شده در بالای تایپه ۱۰۱

میراگر (به‌انگلیسی؛ tuned mass damper (TMD)) ابزاری است که برای کاهش لرزش‌های ناشی از باد یا زلزله در ساختمان‌های بلند، ساخته‌شده و به‌کار می‌رود. ابزار‌های کاهش ارتعاشات سازه بر اساس نیاز سیستم آن‌ها به چند گروه تقسیم شده‌اند؛
ابزار کنترل غیر فعال (Passive) سیستم‌هایی هستند که نیاز به منبع انرژی خارجی ندارند. این ابزار از نیروهایی که در پاسخ به حرکت سازه در داخل آنها ایجاد می‌شود بهره میگیرند. جداساز پایه (Base Isolation) ، میراگر جرمی تنظیم شده (TMD) میراگر اصطکاکی (Friction Damper) ، میراگر فلزی تسلیمی ADAS ، میراگر ویسکوز و میراگر ویسکو الاستیک از این گروهند.
در کنترل فعال (Active)، پاسخ‌های سازه توسط انرژی خارجی وارده بر سازه کاهش می‌یابد. این سیستم‌ها دستگاههای قابل کنترلی هستند که توسط ابزار کمکی همواره در حال وارد کردن نیروهای کنترلی به ساختمان هستند. به عنوان مثال کابلی به ساختمان وصل می‌شود و در جهت خلاف نیروهای برشی وارده زلزله به ساختمان نیرو وارد میکند. سیستم‌های فعال از غیر فعال موثرتر هستند، اما علی‌رغم عملکرد عالی، مشکل بزرگ هزینه‌های اجرایی و نگهداری را دارند. نمونه این گونه سیستم‌ها میراگرهای جرمی فعال (AMD) میباشد.
سیستم‌های نیمه فعال (Semi-active) دستگاههای قابل کنترلی هستند که نسبت به سیستم‌های کنترل فعال نیازمند انرژی به مراتب کمتری هستند. در این سیستم‌ها انرژی به داخل سیستم تزریق نمی‌شود و بنابراین پایداری در تمام مراحل باقی خواهد ماند. به عنوان نمونه میتوان از میراگر با مجرای متغیر (Variable orifice) برای ایجاد سختی متغیر نام برد.
سیستم‌های نیمه فعال از دستگاه‌های غیر فعال موثرتر هستند، هرچند که هزینه‌های اضافی برای شیرهای قابل کنترل، سیستم کنترل کامپیوتری، سنسورها و نگهداری را میطلبند. در عین حال اگرچه تاثیر آنها از سیستم‌های فعال کمتر است، ولی هزینه بسیار پایین اجرا و نگهداری، تعبیه این سیستم‌ها را بسیار قابل توجیه ساخته‌است.

## میراگر ویسکوز
سیستم های میراگر ویسکوز مایع (Viscous Fluid Damper) یا همان دمپر ویسکوز، تجهیزاتی هیدرولیکی هستند که جهت استهلاک انرژی جنبشی ناشی از ارتعاشات لرزه ای یا مقابله با ضربات بین سازه ها، به کار می روند. این تجهیزات متنوع اند و می توانند به گونه ای طراحی شوند که بار مورد نظر (مثلاً بار زلزله و باد) را مستهلک نموده، ولی در برابر باقی شرایط مانند حرکات ناشی از حرارت، اجازه ی حرکت آزادانه را به سازه بدهند.
میراگر ویسکوز مایع شامل سیلندر روغن، مایع ویسکوز، پیستون، میله پیستون، پوشش محافظ داخلی و سایر بخش های اصلی است. پیستون باید حرکتی متقابل را در سیلندر روغن ایجاد نماید. پیستون محاط در ساختار میراگر بوده و سیلندر روغن پر از مایع میراکننده است.
میراگر ویسکوز اولین بار در قرن نوزدهم به منظور خنثی‌ سازی اثرات ضربه توپ در کشتی‌ ها مورد استفاده قرار گرفت. بعدها استفاده از این وسایل در صنعت هوا فضا برای پرتاب موشک و صنایع نظامی گسترش زیادی یافت. تا اینکه در نیمه اول قرن بیستم از این تکنولوژی در کارخانه های خودروسازی نیز استفاده شد. ورود میراگر ویسکوز به صنعت ساختمان با انجام آزمایشاتی در دانشگاه بوفالو آغاز شد. در واقع می‌ توان با استفاده از سیالات به شکل مؤثری برای دستیابی به سطح مطلوب کنترل ارتعاشات دست یافت. تلاش‌های اصلی برای توسعه میراگرهای ویسکوز  جهت مصارف سازه‌ای در طی سال‌های گذشته، با بهره‌گیری از تجارب صنایع سنگین و نظامی صورت گرفت. یک روش طراحی سهل الوصول بر اساس الگوی پیستون کلاسیک می‌ باشد. در این مورد استهلاک انرژی با تبدیل انرژی مکانیکی به حرارت، از طریق ایجاد تغییرشکل در یک ماده ضخیم و بسیار لزج به واسطه یک پیستون، به انجام می‌ رسد.

## میراگر اصطکاکی
میرایی به کمک اصطکاک، یکی از موثرترین روش‌ها برای استهلاک انرژی زمین لرزه به شمار می‌رود. میراگر اصطکاکی (دمپر اصطکاکی) بر اساس قواعد مربوط به یک میراگر کولمب یا یک ترمز اصطکاکی که انرژی جنبشی را به وسیله اصطکاک به حرارت تبدیل می‌کند، عمل می‌ نماید.
میراگر اصطکاکی به ساختمان‌ کمک می‌کند که بتواند به صورت بازگشت پذیری ارتعاش کند و انرژی زمین لرزه را مستهلک نماید. این امر منجر به صرفه جویی قابل توجهی می‌شود، چرا که المان‌ های سازه ‌ای می‌توانند در جهت کاهش هزینه بهینه سازی شوند.
تجهیزات میراگر اصطکاکی که به گونه ای طرح می شوند تا پیش از تسلیم اعضای سازه ای بلغزند، به عنوان فیوزهایی دائمی (بدون نیاز به تعویض پس از زلزله) عمل می‌کنند که در حین زلزله انرژی را مستهلک می‌نمایند. در نتیجه این کار، ساختمان می تواند بدون وقوع خسارات جدی به اجزاء سازه‌ ای، زمین لرزه را پشت سر بگذارد. به بیانی دیگر، اگر نیروی اصطکاک سطوح جامد در ساختار و مکانیزمی مناسب (که در اینجا همان دمپر اصطکاکی است) به خدمت گرفته شود، دو جنبه مفید را پیش روی مهندسین سازه قرار خواهد داد:
۱- با به‌ کارگیری مناسب اصطکاک و طرح متناسب لرزه ای، نیروی ورودی به سازه ناشی از زلزله محدود می شود؛ به عبارت دیگر می‌توان برای ایجاد فیوز در سازه، بر اصطکاک تکیه نمود.
۲- سهم قابل توجه استهلاک انرژی زلزله بر دوش این سطوح اصطکاکی گذاشته می شود، به‌ویژه آن ‌که این استهلاک انرژی مستلزم وقوع خرابی در میراگر اصطکاکی نخواهد بود.
میراگرهای اصطکاکی معمولاً در نرم افزار طراحی سازه‌ ای به صورت مستقیم (با استفاده از یک چرخه هیسترزیس مستطیلی) و یا به شکل رایج تر توسط المان‌ های جاری شونده فرضی مدل سازی می‌ گردند (نحوه مدل سازی میراگرهای اصطکاکی). فرآیند طراحی سازه‌ای منجر به دو خروجی اصلی می‌ گردد که همان نیروی لغزش و جابجایی مورد نیاز می‌ باشد.

## میراگرهای هیسترزیس
میراگرهای هیسترزیس انرژی سازه را در حرکت نوسانی توسط رفتار الاستوپلاستیک مقاطع مستهلک می نمایند. برای مثال مهاربندهای کمانش تاب و یا سیستم های لرزه بر واگرا به کمک همین خاصیت انرژی زلزله را مستهلک می کنند.

نمودار زیر نمودار تنش کرنش فولاد است